# 마시타 나가모리
마시타 나가모리(일본어: 増田長盛, 1545년 ~ 1615년 6월 23일)는 아즈치모모야마 시대부터 에도 시대 초기에 걸친 무장이자, 다이묘이다. 도요토미 정권 오봉행 중 제3석. 동생은 나가토시(長俊), 자식은 모리쓰구(盛次), 나가카쓰(長勝), 신베에(新兵衛) 등. 관위는 종5위하ᆞ우에몬쇼죠(右衛門少尉).
임진왜란에서는 이시다 미쓰나리, 오타니 요시쓰구와 함께 조선에 걸쳐 한성에 주둔하는 봉행으로서 점령지 통치와 병참에 종사하며 벽제관 전투와 행주대첩에도 참가하였다.